# Cyril Davies
Cyril Davies (Willowbank, 23 gennaio 1932 – Londra, 7 gennaio 1964) è stato un cantante e armonicista inglese, uno dei maggiori esponenti del blues britannico.

## Biografia
Cyril Davies è stato un musicista fondamentale per la diffusione del Blues in Inghilterra e nella sua pur breve esistenza contribuì in maniera determinante alla nascita del fenomeno del British Blues.
È stato un cantante dalla potente voce e chitarrista, uno dei primi a suonare l'armonica a bocca e il banjo.

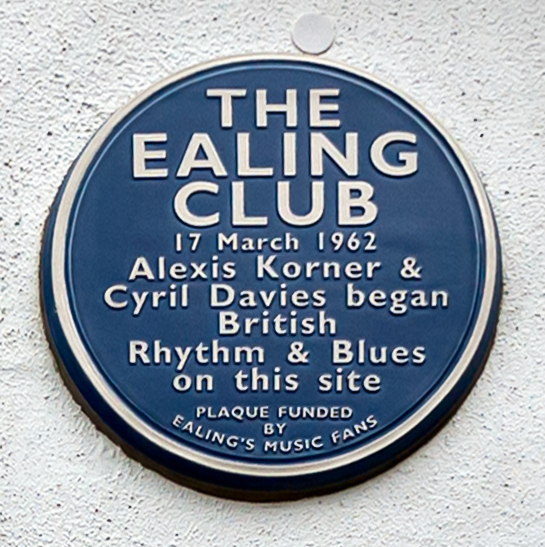
Targa in ricordo dell'Ealing Club

Nacque a Willowbank, Buckinghamshire, vicino a Londra, da una famiglia di origine gallese. Negli anni cinquanta iniziò la sua carriera in un gruppo acustico di skiffle e blues con Alexis Korner, ascoltando Chris Barber's Skiffle Group e Lonnie Donegan, partecipando a volte ai loro concerti. Nel 1962, Davies e Alexis Korner aprirono un club chiamato Ealing Jazz Club a Londra, dove suonavano: Cyril al banjo, voce e armonica a bocca e Alexis alla voce e chitarra. A questa nuova band si unirono i primi di una lunga serie di giovani musicisti che poi sarebbero diventati importanti per la scena musicale inglese: Jack Bruce al basso, Dick Heckstall-Smith ai fiati e Charlie Watts alla batteria.
Formarono una delle prime band elettrificate, la Blues Incorporated. Il loro primo disco fu registrato durante una loro esibizione al Marquee, un altro nuovo locale londinese che era frequentato dai giovani. Il risultato fu il disco Alexis Korner's Blues Incorporated - R&B from the Marquee. Altri giovani musicisti che suonarono con loro (o come membri della Blues Incorporated o occasionalmente nei club o nei concerti) sono stati Long John Baldry, Rod Stewart, Paul Jones, Ronnie Wood, Keith Richards, Eric Burdon, Mick Jagger, Brian Jones e Ginger Baker, solo per citarne alcuni. Ma le divergenze musicali tra i due leader si fecero a un certo punto insanabili: Alexis era più aperto a forme diverse di musica, oltre al blues, mentre Cyril era vincolato, da purista, al Chicago Blues. Quest'ultimo decise di andarsene e nell'ottobre 1962 formò una sua formazione, la Cyril Davies All-Stars, ribattezzata poi R&B All-Stars. Tra la fine del 1962 e il 1963, con lui e la sua nuova formazione, incisero i chitarristi Jimmy Page e Jeff Beck e il pianista Nicky Hopkins.
Cyril Davies morì di una forma acuta di leucemia nel gennaio 1964. Long John Baldry continuò la sua opera, gestendo il suo gruppo R&B All-Stars per un po' e poi convertendolo in Hoochie Coochie Men.

## Discografia
- 1957 - Cyril Davis Blues from The Roundhouse su LP da 10" ristampato come The Legendary Cyril Davis (1970) e come Alexis Korner & Cyril Davis (1984)
- 1962 - Alexis Korner's Blues Incorporated - R&B from the Marquee - LP e CD - Londra 1962 nel locale Marquee
- 1962 - Alexis Korner's Blues Incorporated -  R&B from the Marquee ... plus - CD - Londra 1962 con 5 bonus tracks
- 1963 - Alexis Korner's Blues Incorporated - Alexis Korner's Blues Incorporated LP
- 1972 - Alexis Korner - Bootleg Him 2 LP - CD - dal 1961 al 1971 - inediti con il meglio dei musicisti rock-blues inglesi
- 2003 - Alexis Korner -  Musically Rich ... and Famous - Anthology 1967-1982 CD Antologia dal 1967 al 1982 senza inediti
- 2004 - Alexis Korner's Blues Incorporated -  Alexis Korner's Blues Incorporated CD - 1963 con 6 bonus tracks
- ???? - Alexis Korner - Korner Stoned - The Alexis Korner Anthology 1954-1983 - antologia con inediti anche dal primo periodo skiffle e della Blues Incorporated.